# 國際刑事法院對弗拉基米爾·普京等人的逮捕令

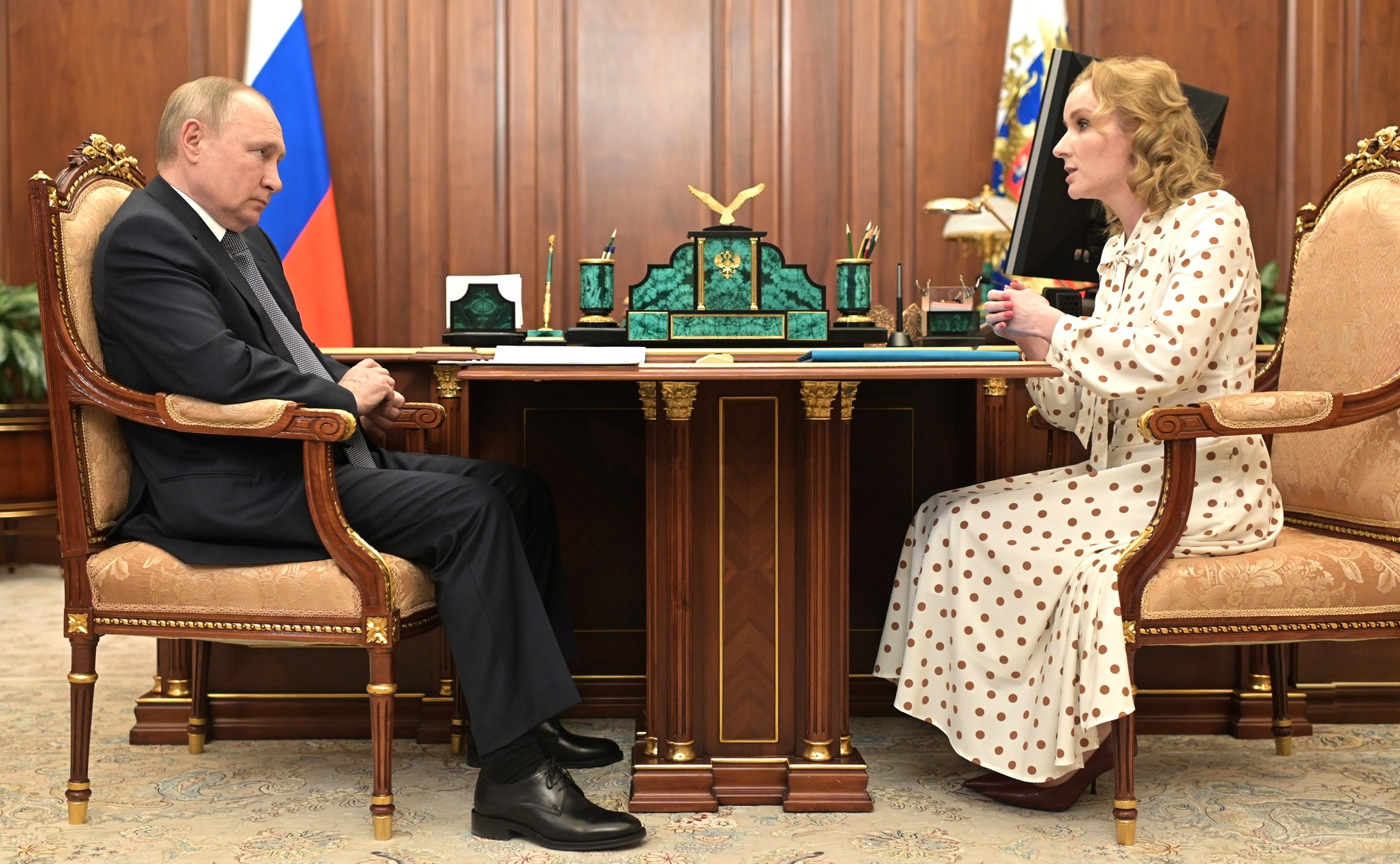
弗拉基米爾·普京在克里姆林宮與瑪麗亞·利沃娃-別洛娃會談

2023年3月17日，國際刑事法院發佈針對俄羅斯總統弗拉基米爾·普京和俄羅斯兒童權利專員瑪麗亞·利沃娃-別洛娃的逮捕令，指控他們在俄羅斯入侵烏克蘭期間負有非法驅逐和綁架烏克蘭兒童的責任。對普京的逮捕令是首次針對聯合國安全理事會常任理事國領袖發出的。
2024年6月，国际刑事法院进一步对国防部长谢尔盖·绍伊古、国防部第一副部长瓦列里·格拉西莫夫、空天军副总司令谢尔盖·科贝拉什及黑海舰队前海军司令維克托·索科洛夫签发通缉令。
國際刑事法院的123個成員國有義務在普京等人踏上他們的領土時逮捕並將其移交至海牙。

## 背景

### 國際刑事法院
國際刑事法院（簡稱ICC）是一個位於荷蘭海牙的國際法院，於1998年由《羅馬規約》創立。
俄羅斯和烏克蘭都簽署了《羅馬規約》，但兩國都未批准該條約，並且俄羅斯於2016年撤回該條規約的簽署，原因是一份報告將俄羅斯併吞克里米亞的行為定義為佔領。然而，烏克蘭於2014年接受國際刑事法院在其領土上的管轄權，允許法院調查俄烏戰爭期間涉嫌犯罪的指控。
法院得到烏克蘭當局全面合作。

### 2022年俄羅斯入侵烏克蘭
2022年2月24日，俄羅斯進攻並佔領烏克蘭部分地區，這是自2014年爆發的俄烏戰爭中一次重大升級。在入侵期間，俄羅斯在被佔領的烏克蘭領土上綁架數千名烏克蘭兒童，並將他們強制移送到俄羅斯境內。
烏克蘭官員正在調查超過16000宗被迫轉移的未成年人嫌疑案。俄羅斯承認轉移2000名無監護人的兒童。
2022年5月，普京下令簡化對烏克蘭孤兒發放俄羅斯公民身份的手續。烏克蘭外交部強調，這樣做的結果是「普京實際上將兒童的綁架合法化」。
2022年9月，擔任俄羅斯兒童權利專員的利沃娃-別洛娃宣稱被綁架的烏克蘭兒童最初對俄羅斯和普京的敵對態度，但在「整合」的過程中，兒童的負面態度逐漸「轉變為愛」。

## 歷史
2015年2月4日，烏克蘭最高拉達向國際刑事法院提出請求，調查自2014年2月20日以來俄羅斯軍隊在烏克蘭領土上犯下的危害人類罪行，並追究俄羅斯高層官員的責任。
2016年5月，馬來西亞航空17號班機空難的受害者家屬向歐洲人權法院提出對俄羅斯和總統普京的指控。馬來西亞航空17號班機是一架定期客機，在烏克蘭被俄羅斯控制的武裝力量擊落，造成298名平民死亡。
2021年7月，普京發表了一篇長篇文章《論俄羅斯人和烏克蘭人的歷史統一》，聲稱烏克蘭是一個佔據歷史上屬於俄羅斯土地的人工實體。35位法律和種族滅絕專家的報告引用普京的文章，視為「煽動種族滅絕的基礎工作」的部分證據。隨後，俄羅斯國營媒體俄羅斯新聞社發表一篇標題為《俄羅斯應該如何處理烏克蘭》的文章，指責整個烏克蘭民族是納粹份子，必須被消滅，部分人甚至需要再教育。
2022年俄羅斯大規模入侵烏克蘭後，聯合國大會通過ES-11/1和ES-11/2決議，要求俄羅斯立即從烏克蘭撤出軍隊。在此之前，聯合國安理會轉移權利至大會，以便就此次衝突做出決策，直到聯合國部隊決定介入（聯合國安全理事會第2623號決議）。
2022年3月16日，國際法院要求俄羅斯立即停止在烏克蘭的軍事行動。
2022年3月19日，歐洲議會通過一項決議，呼籲成立一個專門的國際法庭審判普京。
2022年4月，參與國際刑事法院的42個國家向該法院提出請求，要求調查在烏克蘭發生的戰爭罪行。

## 后续影响

### 南非金砖峰会
2023年南非金砖峰会，由于南非是国际刑事法庭的缔约国之一，经南非和俄罗斯两国协商，使普京并未前赴当地出席峰会，这是逮捕令第一次对普京产生出行影响。

### 普京访问蒙古
2024年9月2日，普京访问蒙古，尽管蒙古是国际刑事法庭的缔约国之一，但蒙古并未逮捕普京，使普京仍得到蒙古政府的接待。

## 國際法
從國際法的角度來看，強制驅逐未成年人被視為違犯反人類罪：
- 根據1949年《日內瓦公約》「關於保護平民條款」，佔領方沒有權利改變兒童的民事狀態[11]；
- 俄羅斯還違反了聯合國《兒童權利公約》第7條，該條保障兒童享有姓名和取得國籍的權利[36]；
- 1948年《防止及懲治危害種族罪公約》第II條規定，「強制轉移兒童從一個人類群體轉移到另一個人類群體」是種族滅絕的行為[37]；
- 俄羅斯批准《歐洲人權公約》，根據該公約，「沒有人應被單獨或集體從他所屬的國家的領土上驅逐」[38]。

聯合國調查委員會將俄羅斯部隊驅逐烏克蘭兒童定性為戰爭罪。
多個國家正式將在烏克蘭發生的事件視為俄羅斯部隊實施的種族滅絕行為。這些國家包括烏克蘭、波蘭、愛沙尼亞、拉脫維亞、加拿大、立陶宛、捷克共和國和愛爾蘭。

## 指控
國際刑事法院對弗拉基米爾·普京和瑪麗亞·利沃娃-別洛娃的指控基於合理理由，認為兩人負責「非法從烏克蘭佔領區轉移和驅逐烏克蘭兒童到俄羅斯聯邦，違反《羅馬規約》第8條第2(a)(vii)和第8條第2(b)(viii)條款」。
國際刑事法院確認俄羅斯軍隊至少帶走「數百名（烏克蘭）孤兒院和兒童保護機構的兒童」。國際刑事法院檢察官卡里姆·汗表示，這些驅逐行動是為永久從其本國移走兒童，違反《日內瓦公約》，並構成了戰爭罪行。

## 反應

### 反對

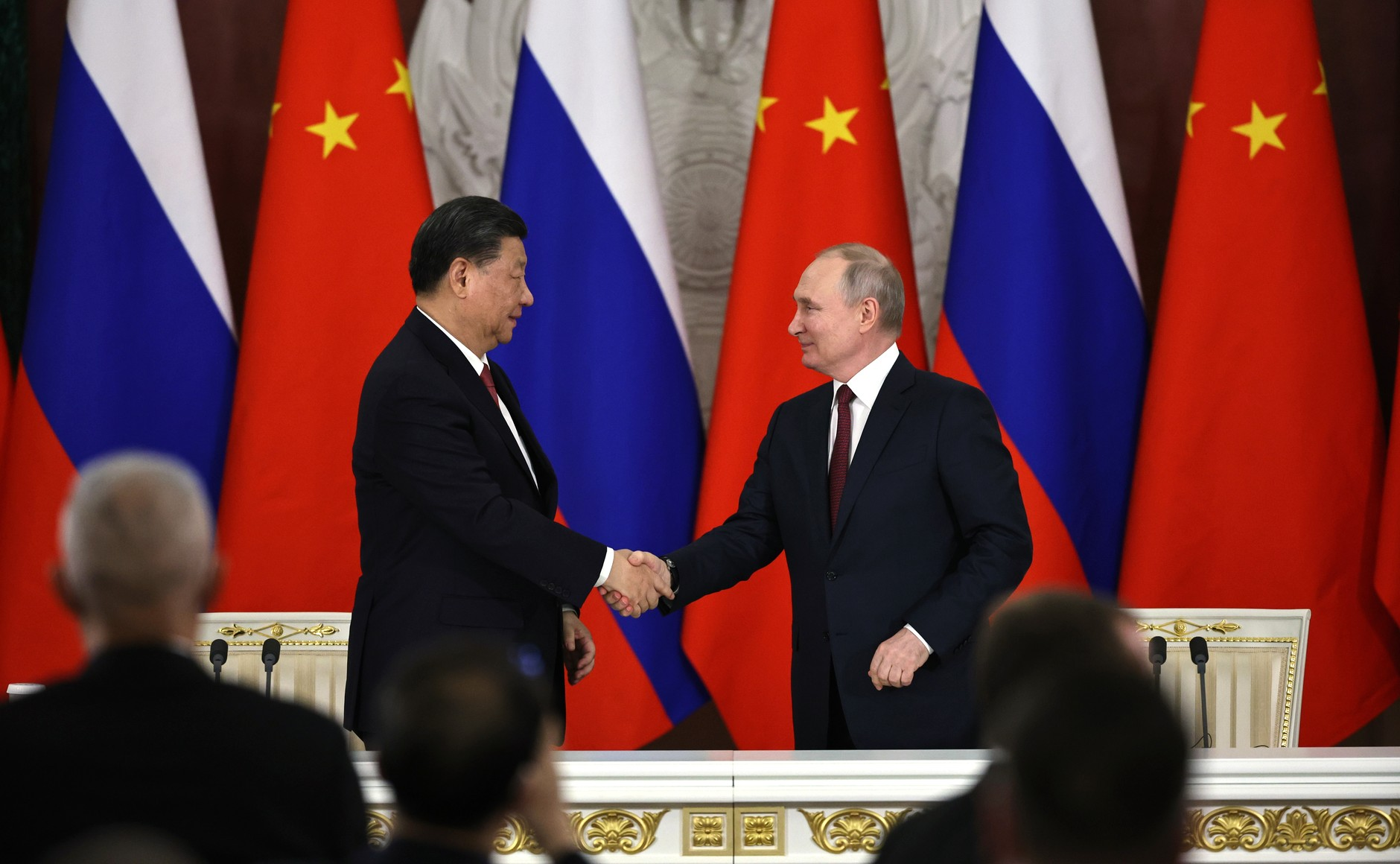
2023年3月20日至22日，中華人民共和國領導人習近平訪問俄羅斯，並與弗拉基米爾·普京會晤。這是普京自國際刑事法院發佈逮捕令以來的第一次會晤外國元首。

克里姆林宮發言人德米特里·佩斯科夫稱逮捕令是「令人震驚和不可接受」，並表示俄羅斯不承認國際刑事法院的管轄權。利沃娃-別洛娃向俄羅斯官媒俄新社表示:「國際社會對於我們幫助國內兒童的工作表示讚賞，我們將他們帶出去，為他們創造良好的生活條件，用愛心和關懷環繞他們。」2023年5月12日，俄罗斯联邦安全会议副主席梅德韋傑夫表示，国际刑事法院对俄总统发布逮捕令加剧紧张局势，为战争爆发创造了先决条件。
塞爾維亞總統亞歷山大·武契奇批評針對普京的逮捕令，表示該逮捕令將延長烏克蘭戰爭。
2023年5月19日，俄羅斯方面對國際刑事法院首席檢察官發出逮捕令。9月25日，俄罗斯内政部宣佈通緝国际刑事法院院长、副院長以及一名法官。

### 支持
烏克蘭外交部長德米特羅·庫列巴支持國際刑事法院的決定，他在Twitter上寫道：「國際罪犯將為偷竊兒童和其他國際罪行而受到懲罰。」烏克蘭首席檢察官安德烈·科斯京（Андрій Костін）表示：「世界領袖在與普京握手或坐在談判桌旁之前會三思。……這是向全世界發出的另一個明確信號，表明俄羅斯政權是犯罪的。」
德國司法部長馬可·布施曼表示，如果普京在德國境內，他將被逮捕並移交給國際刑事法院。逮捕令在整個歐盟領土內有效，即使普京作為談判參與者到達歐盟，仍將逮捕令予以執行。
歐盟外交首席代表何塞普·博雷利表示：「歐盟認為，國際刑事法院的決定是開始追究俄羅斯領導人在烏克蘭所下令、支持或實施的罪行和暴行的責任。」
國際刑事法院檢察官卡里姆·汗表示：「那些認為自己可以在白天犯罪，晚上安然入睡的人，或許應該看看歷史。」他指出，沒有人預料到斯洛博丹·米洛舍维奇最終會被送到海牙。

### 持不同意見
中華人民共和國外交部發言人汪文斌在新聞發布會上表示：「國際刑事法院需要採取客觀公正的立場，尊重國際法下的國家元首管轄豁免權，謹慎行使其授權，按照法律解釋和適用國際法，不要將政治化和使用雙重標準。」

## 分析
《紐約時報》指出，由於俄羅斯拒絕引渡自己的官員並且法庭不會在被告缺席的情況下進行審判，因此在普京仍然掌權的情況下進行審判的可能性似乎很小。前美國全球刑事司法大使史蒂芬·拉普（Stephen Rapp）表示，這項逮捕令「使普京成為了一個被孤立的人。如果他出國旅行，就會面臨逮捕的風險。這種狀況將永遠存在。」
根據烏得勒支大學歷史助理教授伊娃·烏庫西奇（Iva Vukusic）的說法，普京「將無法去其他幾乎所有的國家，除了那些明顯是俄羅斯盟友或至少在某種程度上與俄羅斯相一致的國家」。